# Callimetopus ochreosignatus
Callimetopus ochreosignatus là một loài bọ cánh cứng trong họ Cerambycidae.